# Far Cry 3
Far Cry 3 er et first-person shooter udviklet af Ubisoft Montreal og udgivet af Ubisoft. Spillet er opfølger til de to tidligere spil i serien, Far Cry og Far Cry 2, det er dog ikke en direkte efterfølger, da spillene ikke har de samme handlinger, personer eller lignende, involveret.
Far Cry 3 foregår på den tropiske øgruppe-ø kaldet Rook Islands. Protagonisten i spillet er en ung mand ved navn Jason Brody, der forsøger at flygte og overleve med sine venner fra øen, da de er blevet taget til fange af pirater på øen. Spillet har også en multi-playerdel, hvor man kan spille mod hinanden, eller, for første gang i Far Cry-serien, sammen i co-op-delen. Man kan også bygge sine egne maps, som andre spillere verden kan spille på.

## Gameplay
Far Cry 3 er et first-person shooter spil, men med computerrollespils elementer. For eksempel XP, et færdighedstræ og et håndværkssystem, hvor man kan skabe kanyler, beholder, punge m.m.

Spilleren har som noget nyt, mulighed for at udføre lydløse nedlægninger fra oven, neden eller bagfra. Man har også mulighed for, at bruge sit kamera til at afmærke fjender og følge deres bevægelser.

### Missioner og opgaver
Der er en række forskellige typer af missioner spilleren kan fuldføre.
- Historien - Disse missioner følger single-player historien
- Jægerens sti-opgave - I disse opgaver skal man finde en række dyr, med den ekstra udfordring at skulle bruge et bestemt våben,
- Eftersøgt død-opgave - Ligesom i Far Cry 2's lejemorder missioner, skal man i eftersøgt død dræbe en person for at modtage en belønning. Dog må personen der skal dræbe, kun henrettes med kniv (dette gælder ikke de andre pirater i missionen).
- Forsyningsnedkastning-opgave - I disse opgaver skal spilleren anbringe medicinske forsyninger, til et bestemt punkt. I denne opgave er der tidsgrænse.
- Andre missioner/opgaver - Spilleren kan snakke med lokale, for at hjælpe dem eller deltage i en udfordring.

## Plot
Selve spillet starter med nogle filmklip hvor vi ser vores hovedperson “Jason Brody” som er på ferie med en gruppe venner og hans 2 brødre i Bangkok. De fejre at Jasons yngre bror Riley har fået et fly licens. De vælger at tage på skydiving hvor de efter lander på en pirat-inficeret ø, og derefter bliver taget til fange af en pirat konge ved navn “Vaas”. Vaas har planer om at få en løsesum fra de unges forældre, og derefter sælge dem som slaver. Med hjælp fra Jasons ældre bror Grant, undslipper de deres fængsel, dog bliver Grant dræbt under flugtforsøget af Vaas. Jason bliver senere samlet op og reddet af en mand ved navn Dennis, han er en del af Rakyat folket, som er øens indfødte.
Dennis ser hurtigt at Jason har potentiale som en rigtig kriger, og derfor får han en Rakyat Warriors tatovering. Derefter har Jason nærmest en ny mission, at hjælpe Rakyat folket og finde hans venner. Den første han finder af sine venner er Daisy, hun er blevet hjulpet af en ved navn Dr. Earnhardt. Han har fundet den første af sine venner, og nu hvor han har fået et godt omdømme med Rakyat folket, tillader de ham at komme ind i deres hellige tempel, hvor deres leder “Citra” optager ham i deres stamme, efter at han har fundet “The Dragon Knife” som er et relikvie for Rakyat. Han finder frem til selv kniven ved hjælp af nogle hallucinerende stoffer som sender ham igennem en verden som fører til kniven.
I løbet af et par missioner hvor han prøve at generobre øen for Rakyat, finder han også andre af sine venner, Keith, Oliver og hans kæreste Liza. Dette er med hjælp fra både Rakyat folket, Dr. Earnhardt og Willis Huntley som er en CIA agent på øen. Efter at have løbet ind i Vaas et par gange, finder Jason ud af at Vaas har en overordnet, Hoyt Volker, en slavehandler, samtidig finder han også ud af at Vaas er Citras bror. Gennem hans eventyr vokser Jason op og bliver til en frygtløs kriger, han er endog begyndt at nyde alle drabene, og er begyndt at blive mere fjern fra sine venner, især efter at have fået informationer om at hans yngre bror Riley er død.
Alle Jasons venner har opholdt sig i en grotte under Dr. Earnhardts hus, der har de gjort en båd klar som de alle kan flygte i. Imidlertid er Jason blevet spurgt af Citra om han ikke ville blive på øen, dette fortæller han hans venner da han kommer til deres skjulested, dybt frustreret hans venner er idet han forlader dem og er fuldstændig fjern fra dem. Samtidig gennem dette forløb har Jason en affære med Citra efter at hun har givet ham stoffer og derefter har sex med ham imens han hallucinere.
Efter at have sagt farvel til sine venner tager Jason til piraternes base, hvor han ved at Vaas er. Da Vaas tror at Jason er død efter deres sidste møde, er han godt i gang med at fejre det, dog venter han alligevel på ham. Efter at Jason har dræbt utallige pirater kommer han til det varehus hvor Vaas skulle være, der kommer han til at kæmpe mod Vaas, men Jason kommer ind i en drømmeverden, hvor han kæmper mod flere Vaas af gangen. Dan han endelig kommer til den sidste og rigtige Vaas, der gennemborer han ham gennem brystet med “The Dragon Knife” og besvimer selv lige ved siden af ham. Han vågner op ved Citra i templet, der lover han hende at han vil finde og dræbe Hoyt Volker. Willis Huntley hjælper Jason med at komme til Hoyts ø, derefter infiltrerer han ind i Hoyts personlige hær sammen med Sam Becker, en af Huntleys medsammensvorne. Sammen kommer de tættere og tættere på Hoyt, som endda invitere dem til en poker aften. Imens alt dette har Jason fundet ud af at hans bror Riley stadig er i live, men han er taget til fange af Hoyt. Jason og Sam har planlagt at dræbe Hoyt, og tager med til den pokeraften de var blevet inviteret med til, der sker det at Sam får skåret halsen over idet at Hoyt vidste at de var forrædere. Jason får skåret en af sine fingre af, dette bliver gjort af en af Hoyts vagter og derefter har Hoyt og Jason en nærkamp med kniv. Jason får dræbt Hoyt og efter får han reddet Riley. Han opfanger et signal fra Liza, men signalet bliver afbrudt. Jason og Riley flygter med Helikopter, hvor de sætter kursen mod Dr. Earnhardts hus, der ser de at huset brænder og Dr. Earnhardt ligger på jorden hvor han siger sine sidste ord, huset var blevet angrebet af Rakyat folket og de havde taget deres venner.
Jason og Riley kommer til Rakyat templet, og der spørger Jason, Citra om hvorfor de har taget deres venner til fange. Citra puster noget sovepulver i øjnene på Jason og han falder om bevidstløst mens Riley også bliver fanget. Citra er blevet forelsket i Jason, idet at hun tror at han er en magtfuld kriger, som skrevet i Rakyat legenden, og hun vil befrie ham. Han begynder at drømme om at han går på en brændende sti, han har “The Dragon Knife” og hans kæreste Liza fremstår som et monster i drømmen. Han vågner op ved at han holder kniven mod Lizas strube, derefter har selve spilleren valget mellem at dræbe Jasons venner eller lade dem leve.
Hvis spilleren vælger at dræbe Jasons hans venner, så skære Jason struben over på Liza, og derefter har sex med Citra igennem et Ritual, dog bliver Jason stukket i brystet af Citra som siger at deres barn vil lede Rakyat folket til hædre og ære. Da Jason er nær døden hvisker Citra til ham, “You won”. Hvis spilleren derimod vælger at lade sine venner leve, så stopper Jason ritualet og siger til Rakyat folket og Citra at han er færdig med at dræbe, det er slut. Imens Citra tigger ham om at blive er Dennis derimod blevet fornærmet og prøver at angribe Jason med en machete, dog stiller Citra sig i vejen og bliver selv stukket ned af Dennis. Citra ligger nu i Jasons arme og beder ham om at blive, men ender med at dø. Dennis er faldet til jorden og kan ikke fatte hvad det er han har gjort. Derefter ser man Jason og hans venner forlader øen med båd, der hører man Jason sige, at selvom at han er blevet et monster med hensyn til alle drabene, så tror han stadig at han er bedre end dette. Spillet ender med et billede af båden og “The Dragon Knife” på stranden imens at rulleteksterne kører.